# Klasická kytara
Klasická kytara (nepřesně také španělská kytara nebo jen španělka) je drnkací strunný nástroj. Vedle klasické hudby se používá i k doprovodu písní například ve folku, country a v pop music, ale i – mírně upravená – ve folkorní hudbě španělských Romů z Andalusie. 
V dnešní podobě existuje od 17. století, započteme-li jejího předchůdce – barokní kytaru. Vyvinula se v 16. stol. z šestisboorové italské violy da mano a španělské vihuely, z nichž vznikla  čtyřsborová renesanční kytara (tj. 4 zdvojené struny, nejvyšší struna bývala na rozdíl od vihuely jednoduchá)  používaná především ve Španělsku a ve Francii. První písemný záznam tabulatur pro kytaru je znám z roku 1546 z díla Alonse Mudarry, kde poprvé písemně označuje čtyřsborovou vihuelu jako "guitarra". V 17. století se renesanční kytara  přidáním 5. sboru, několika pražců, změnou velikosti a menzury nástroje a různých druhů ladění změnila v pětisborovou barokní kytaru. K přidání 6. sboru na kytaru a ke změně sborů na jednoduché struny a před tím současně s odstraněním rozety v ozvučném otvoru ke změně na klasickou kytaru došlo ve 2. polovině 18. století, zřejmě ve Španělsku, kde již v roce 1764 je 6 – sborová / strunná kytara zmíněna v příručce hry na kytaru od Andrése de Sota a do konce 18. století vyšlo tiskem 5 škol hry na  šestisborovou nebo šestistrunnou kytaru v Itálii, Francii a ve Španělsku.  Kytara nepochází z loutny, jak se často mylně uvádí, vzhledem k tomu, že loutna má jiný tvar, ostrunění i historii. Cesta předchůdců kytary (s plochým korpusem a často i v osmičkovém tvaru a s pražci, původně v Persii se třemi, později se čtyřmi strunami) se dá vystopovat z Perské říše přes Řecko a Římskou říši až do Španělska, kam byli přineseni římskými vojáky při obsazení Pyrenejského poloostrova, zatímco předchůdci loutny (s  korpusem do tvaru kapky, bez pražců a s větším počtem strun) byli přineseni z Persie přes Egypt a další země do Mauretánie, odkud se pak ve středověku dostali na Pyrenejský poloostrov při obsazení Španělska Maury. Dějiny kytary a loutny se oddělily již před 3000 lety, zatímco dějiny kytary a smyčcových nástrojů byly společné až do 12. století. Jednalo se o tvarově podobné nástroje se shodným počtem strun a stejným laděním, které se lišily pouze způsobem hry – a to buďto smyčcem nebo plektrem nebo prsty. To například mimo jiné dosvědčují i vyobrazení v knize Cantigas de Santa Maria z 13.  století.  
Ladění kytary je běžně E-A-d-g-h-e1, nástroj ale zní o oktávu níž, než se píše.
Kytara se vyrábí v méně kvalitním provedení strojově, mistrovské koncertní kusy se vyrábí výlučně ručně. Například ve Španělsku existují rody, v nichž se tradice konstrukce kytary předávají z generace na generaci. Dnešní klasická kytara vychází z konstrukce a velikosti, kterou v polovině 19. století dovedl k dokonalosti Antonio de Torres Jurado. 
Řada dnes známých strojových výrobních technologií pochází především ze zahraničí, kde je v tomto směru asi nejznámější americká firma Martin s tradicí počínající v 19. století. Výrobci kytar (kytaráři) podobně jako houslaři vybírají kvalitní rezonanční a po desetiletí proschlé dřevo a to pro kytaru především smrkové, cedrové a palisandrové na výrobu korpusu /těla/ kytary, ebenové na hmatník a mahagonové nebo palisandrové na krk kytary. U lacinějších kytar se k výrobě korpusu používá i borovice, hmatníku a krku smrk a jiné dřevo, u některých dalších kytar (flamencových) se používá i hruškové dřevo. 
Mezi nejvýznamnější české výrobce patřila firma Strunal z Lubů, kde výroba kytar již zanikla.